# Smilax cristalensis
Smilax cristalensis är en enhjärtbladig växtart som beskrevs av Ferrufino och Werner Rodolfo Greuter. Smilax cristalensis ingår i släktet Smilax och familjen Smilacaceae. Inga underarter finns listade.